# Hubbardton
Hubbardton és una població dels Estats Units a l'estat de Vermont. Segons el cens del 2000 tenia 752 habitants.

## Demografia
Segons el cens del 2000, Hubbardton tenia 752 habitants, 296 habitatges, i 203 famílies. La densitat de població era de 10,6 habitants per km².
Dels 296 habitatges en un 29,4% hi vivien nens de menys de 18 anys, en un 57,1% hi vivien parelles casades, en un 5,7% dones solteres, i en un 31,1% no eren unitats familiars. En el 21,3% dels habitatges hi vivien persones soles el 6,8% de les quals corresponia a persones de 65 anys o més que vivien soles. El nombre mitjà de persones vivint en cada habitatge era de 2,54 i el nombre mitjà de persones que vivien en cada família era de 2,96.
Per edats la població es repartia de la següent manera: un 22,7% tenia menys de 18 anys, un 7,6% entre 18 i 24, un 27,4% entre 25 i 44, un 31,8% de 45 a 60 i un 10,5% 65 anys o més.
L'edat mediana era de 40 anys. Per cada 100 dones de 18 o més anys hi havia 106,8 homes.
La renda mediana per habitatge era de 37.647 $ i la renda mediana per família de 39.485 $. Els homes tenien una renda mediana de 30.982 $ mentre que les dones 19.583 $. La renda per capita de la població era de 19.276 $. Entorn del 6,3% de les famílies i el 13% de la població estaven per davall del llindar de pobresa.